# یواس‌اس نیوکامب (دی‌دی-۵۸۶)
یواس‌اس نیوکامب (دی‌دی-۵۸۶) (به انگلیسی: USS Newcomb (DD-586)) یک کشتی بود که طول آن ۱۱۴٫۷ متر (۳۷۶ فوت) بود. این کشتی در سال ۱۹۴۳ ساخته شد.